# Criterios de Milán
En el contexto del trasplante de hígado, los criterios de Milán, propuestos en 1996 por el equipo del Instituto del Cáncer de Milán, sirven como guía para seleccionar pacientes con cirrosis y hepatocarcinoma.
Los criterios de Milán establecen que un paciente puede ser seleccionado para trasplante si es que cumple con una de las siguientes dos condiciones:
- Una lesión menor de 5 cm
- Hasta 3 lesiones menores de 3 cm
- Sin invasión vascular
- Sin manifestaciones extrahepáticas

Actualmente el criterio histopatológico aquí expuesto es utilizado sólo en algunos centros clínicos, en donde se pone un mayor énfasis a las contraindicaciones sistémicas que pueden presentar los pacientes.